# 熙敬
熙敬（？—1900年），蘇完呢瓜爾佳氏，滿洲鑲黃旗人，清朝政治人物。

## 生平
監生出身。咸豐三年，任工部主事上行走。咸豐六年，升任工部主事。次年，升任工部員外郎。同治三年，任直隸試用知府。光緒八年，任內閣侍讀學士。次年改太常寺卿、內閣學士。光緒十年，改工部右侍郎。光緒十年，任鑲黃旗蒙古副都統、正藍旗副都統、吏部右侍郎。光緒十一年，任搜檢大臣。光緒十三年，任戶部右侍郎；次年改任戶部左侍郎。光緒十五年，充任繙繹副考官、正紅旗漢軍都統、磨勘試卷大臣、管理新舊營房。光緒十五年，任都察院左都御史。光緒十六年，任工部尚書。光緒十六年，任內大臣；光緒十八年，署正白旗蒙古都統，任戶部尚書。次年任鑲白旗蒙古都統。光緒二十一年，任吏部尚書。光緒二十二年，任管庫大臣，署理步軍統領。光緒二十四年，任鑲紅旗滿洲都統。